# L'Ordre du jour (film, 1993)
Pour les articles homonymes, voir L'Ordre du jour.
L'Ordre du jour est un film belge réalisé par Michel Khleifi d'après le roman éponyme de Jean-Luc Outers, sorti en 1993.

## Synopsis
Un homme, cadre au ministère des travaux publics de Belgique, se retrouve mêlé à une étrange affaire de corruption.

## Fiche technique
- Titre anglais : Order of the Day
- Réalisation : Michel Khleifi
- Scénario : Michel Khleifi, Jean-Luc Outers
- Image : Jean-Claude Neckelbrouck
- Musique : Jean-Marie Sénia
- Montage : Ludo Troch
- Durée : 105 minutes
- Genre : Comédie dramatique
- Dates de sortie :
  - Août 2013 :  Suisse Festival international du film de Locarno
  - 17 novembre 1993 :  France

## Distribution
- Robin Renucci : Martin K.
- Michael Lonsdale : Stark
- Marianne Basler : Nadine
- Francine Blistin : Mme Malempré
- Josse De Pauw : Legin
- Armand Delcampe : Gosselin
- René Hainaux : le père de Martin
- Claude Koener : Quinaux
- Stéphane Excoffier : Mme de Verdier de Ribaucourt
- Xavier Kestellot : Jonas
- Johan Leysen : Legin

## Nominations
- 1993 : nomination pour le Golden Leopard au Festival international du film de Locarno